# ACSD Saluzzo
ACSD Saluzzo is een Italiaanse voetbalclub uit Saluzzo die anno 2008 speelt in de Serie D/A. De club werd opgericht in 1901.